# Білгород-Дністровський прикордонний загін
25-й Білгород-Дністровський прикордонний загін (в/ч 2197) — територіальний орган охорони кордону у складі Південного регіонального управління Державної прикордонної служби України. Загін охороняє ділянку державного кордону з Республікою Молдова в 5 контрольованих прикордонних районах Одеської області (Роздільнянський, Біляївський, Білгород-Дністровський, Саратський, Тарутинський), загальною протяжністю 401,551 км, з яких сухопутна — 308,286 км; річкова — 64,965 км; озерна — 28,3  км.

## Історія
4 травня 1992 року, у зв'язку із загостренням політичної і соціальної обстановки в Республіці Молдова та виникненням необхідності збереження цілісності і недоторканості державного кордону України, наказом Голови Державного комітету у справах охорони державного кордону України — командувача Прикордонними військами України генерал-полковника В. О. Губенко, в селищі Соборне Болградського району Одеської області, було сформовано Березинський прикордонний загін (до 1998 року — загін прикордонного контролю). Для становлення нового підрозділу першим командуванням військової частини були призначені досвідчені офіцери, які майже всі пройшли через горнило афганської війни. Начальником новоствореного прикордонного загону був призначений полковник Гурський Микола Миколайович.
3 листопада 1999 року, на честь 8-ї річниці Прикордонних військ України, загону було вручено Бойовий Прапор.
У 2004 році управління загону та підрозділи забезпечення, для більш ефективного управління оперативно-службовою діяльністю підрозділів, були переміщені до м. Білгород-Дністровський. З того часу Березинський прикордонний загін змінив свою назву на Білгород-Дністровський прикордонний загін.

### Війна на сході України
11 липня 2014 р. під час обстрілу польового табору під Зеленопіллям Луганської області загинув молодший сержант Дмитро Сирбу.
25 липня 2014 р. у боях за Довжанське загинув старший прапорщик Григорій Горчак.
2 серпня 2014 р. у боях за Довжанське загинув старший сержант Михайло Кабак.
6 серпня 2014 р. у боях за Довжанське загинув сержант Олег Кислицький.
24 лютого 2022 року загинув молодший сержант Старіш Ілля Ігорович.

## Структура
До складу прикордонного загону входять:
- управління загону
- 12 відділів прикордонної служби «Степанівка», «Кучурган», «Лиманське», «Яськи», «Старокозаче», «Крутоярівка», «Фараонівка», «Олександрівка», «Петрівка», «Височанське», «Підгірне», «Малоярославець»[2].
- мобільна прикордонна застава «Білгород-Дністровський»
- підрозділи забезпечення.

## Командири
- Полковник Гурський Микола Миколайович (1992—1995 рр.)
- Полковник Шитманюк Володимир Васильович (1995—1998 рр.)
- Полковник Галанюк Яків Сергійович (1998—2001 рр.)
- Полковник Щир Віктор Дмитрович (2001—2003 рр.)
- Полковник Крамар Петро Іванович (2003—2005 рр.)
- Полковник Гресько Юрій Петрович (2005—2007 рр.)
- Полковник Дідик Олександр Кирилович (2007—2009 рр.)
- Полковник Садовчук Анатолій Олександрович (2009 — 2011 рр.)
- Полковник Вальчук Андрій Миколайович (2011—2012 рр.)
- Підполковник Мейко Олександр Васильович (2012—2014 рр.)
- Полковник Музика Валерій Петрович (2014—2015 рр.)
- Полковник Москаленко Сергій Анатолійович (2015—2018 рр.)[3]
- Полковник Шарупич Сергій Володимирович (2018—2020 рр.)
- Полковник Комісарук Олег Олегович (2020 — 2022)[4]
- Підполковник Бабич Євгеній Юрійович (2022 - 2024)
- Полковник Соколовський Сергій Леонідович (2024-2025)
- Полковник Головченко Дмитро Вікторович (2025 - по т.ч.)

## Пункти пропуску
Пропуск через державний кордон осіб, транспортних засобів та вантажів здійснюється через 14 пунктів пропуску.
Міжнародні пункти пропуску:
- для автомобільного сполучення: «Кучурган», «Маяки», «Удобне», «Старокозаче», «Серпневе» — цілодобові;
- для залізничного сполучення: «Кучурган», пункт контролю «Карабуцени»;
- для повітряного сполучення: «Лиманське»;
- для морського сполучення: «Білгород-Дністровський МТП».

Міждержавні пункти пропуску:
- для автомобільного сполучення «Градениці», «Лісне», «Малоярославець».

Місцеві пункти пропуску:
- для автомобільного сполучення: «Розалівка», «Височанське».

## Храм
5 травня 2018 року у Білгород-Дністровському прикордонному загоні відбулося освячення храму на честь святого рівноапостольного князя Володимира Великого УПЦ КП.